# Salvatore Greco (criminale)
Salvatore Greco, detto Cicchiteddu (Ciaculli, 13 gennaio 1923 – Caracas, 7 marzo 1978), è stato un mafioso italiano, legato a Cosa Nostra. Il soprannome Cicchiteddu significa "sterpazzolina" in siciliano per via della sua bassa statura, anche se nei rapporti degli inquirenti dell'epoca era indicato erroneamente con il soprannome Ciaschiteddu (fiaschetto).
Era considerato un esponente di massimo prestigio all'interno di Cosa Nostra e per questo venne incaricato di guidare la "Commissione" creata nel 1957.

## Biografia

### Lotta tra i Greco di Ciaculli e quelli di Croceverde-Giardina

Albero genealogico dei due rami della Famiglia Greco.

Salvatore Greco era figlio di Giuseppe, capo della famiglia mafiosa di Ciaculli, che era imparentato alla lontana con il suo omonimo Giuseppe Greco, detto "Piddu u' tenente", che controllava la vicina borgata di Croceverde-Giardina.
Nel 1946 Piddu ‘u tenente si vendicò di un torto subito facendo uccidere Giuseppe Greco e suo fratello Pietro, rispettivamente padri di Cicchiteddu e del suo cugino omonimo Salvatore Greco (classe 1924), soprannominato «l'ingegnere» o «Totò il Lungo»: questi due omicidi diedero inizio ad un violento conflitto tra i Greco di Ciaculli e quelli di Croceverde-Giardina. La reazione dei Greco di Ciaculli non si fece attendere e poco dopo vennero uccisi due uomini di Piddu ‘u tenente. Dopo tutti questi fatti di violenza si arrivò al culmine della vicenda: il 17 settembre 1947, le due fazioni si affrontarono con bombe a mano e mitra nella piazza di Ciaculli; ci furono cinque morti, uno dei quali venne finito a coltellate dalla madre e dalla sorella di Cicchiteddu.
Questi avvenimenti costarono a Piddu u' tenente la convocazione da parte degli altri boss della mafia che lo obbligarono a riportare la situazione di pace fra le due fazioni. La pace era fortemente voluta anche da Antonino Cottone, capo della cosca di Villabate che fece intervenire il boss Joe Profaci, che da Brooklyn si precipitò a Palermo per porre fine allo scontro: la pace fra le due famiglie rivali fu raggiunta assumendo Cicchiteddu e il cugino Salvatore Greco “l'Ingegnere” nell'azienda agrumaria di Piddu u' tenente, che produceva i famosi mandarini di Ciaculli, controllava la vendita all'ingrosso degli agrumi da loro prodotti, stabiliva il prezzo anche con la violenza e monopolizzava pure le forniture di acqua agli agrumeti della Conca d'Oro insieme al socio Antonino Cottone.
Tommaso Buscetta raccontò che nel 1947 il famigerato bandito Salvatore Giuliano chiese a "Cicchiteddu" di unirsi alle truppe separatiste dell'EVIS ma il boss avrebbe rifiutato perché impegnato nella lotta contro i Greco di Croceverde.

### A capo della "Commissione"
Nel periodo successivo, "Cicchiteddu" e il cugino Salvatore Greco "l'Ingegnere" furono notati dalla polizia in compagnia dei boss mafiosi Angelo La Barbera, Rosario Mancino, Antonino Sorci, Pietro Davì, Tommaso Buscetta e Gaetano Badalamenti presso alcuni alberghi di Roma, sicuramente per organizzare il contrabbando di sigarette e stupefacenti in combutta con il corso Pascal Molinelli e il tangerino Salomon Gozal, indicati dalle indagini dell'epoca come i maggiori fornitori di sigarette ed eroina alle cosche siciliane.
"Cicchiteddu" venne sospettato dalla polizia di essere presente alla riunione fra mafiosi siciliani e italo-americani tenutasi fra il 12 ed il 16 ottobre 1957 presso l'Hotel delle Palme di Palermo. Joseph Bonanno, Lucky Luciano, John Bonventre, Frank Garofalo, Santo Sorge e Carmine Galante erano fra i mafiosi americani presenti mentre fra i siciliani erano presenti, oltre ai cugini Greco, Gaspare Magaddino, Giuseppe Genco Russo, Angelo La Barbera, Cesare Manzella e Calcedonio Di Pisa.
Secondo il racconto di Tommaso Buscetta, uno dei risultati di queste riunioni fu la costituzione della "Commissione", a capo della quale venne eletto "Cicchiteddu" per via del suo prestigio e della sua autorevolezza.
Sempre secondo Buscetta, "Cicchiteddu" fu l'organizzatore dell'omicidio di Enrico Mattei, il controverso presidente dell'Eni che morì in un misterioso incidente aereo il 27 ottobre 1962.

### La prima guerra di mafia
Secondo la ricostruzione degli inquirenti dell'epoca, "Cicchiteddu" fu protagonista di una truffa a proposito di una partita di eroina finanziata insieme ai mafiosi Angelo La Barbera e Cesare Manzella, che sfociò nella cosiddetta «prima guerra di mafia». "Cicchiteddu" guidò l'offensiva contro i fratelli La Barbera ed infatti fece uccidere e sparire Salvatore La Barbera ed ordinò l'attentato contro la pescheria di Via Empedocle Restivo in cui erano presenti Angelo La Barbera e i suoi accoliti, uccidendo due persone. Per ritorsione, il 12 febbraio 1963 una Fiat 1100 imbottita di esplosivo saltò in aria nei pressi della casa di "Cicchiteddu" a Ciaculli e ferì la sorella. Il conflitto si concluse il 30 giugno 1963, quando un'altra autobomba esplose nelle vicinanze della casa di Cicchiteddu a Ciaculli, uccidendo 4 uomini dell'Arma dei Carabinieri, 2 dell'Esercito Italiano, e un sottufficiale del Corpo delle Guardie di P.S. (attuale Polizia di Stato), accorsi per disinnescare la bomba. L'indignazione per la strage di Ciaculli provocò la reazione delle autorità e centinaia di mafiosi furono arrestati. Il giudice istruttore Cesare Terranova spiccò anche un mandato di cattura nei confronti di "Cicchiteddu", che quindi fuggì a Caracas, in Venezuela. Fino a quel momento, risultava incensurato ed anzi il comandante dei carabinieri di Brancaccio lo aveva descritto come un tranquillo commerciante di agrumi senza legami con la mafia.
Il 22 dicembre 1968, "Cicchiteddu" venne condannato in contumacia a dieci anni di carcere al processo di Catanzaro contro i protagonisti della prima guerra di mafia. In appello venne però assolto.

### In Venezuela
Nel 1970 "Cicchiteddu" lasciò il Venezuela e soggiornò sotto falso nome di Renato Martinez Caruso a Zurigo, dove s'incontrò con Tommaso Buscetta (giunto appositamente dagli Stati Uniti) ed insieme andarono prima a Catania e poi a Milano, dove venne fermato ad un posto di blocco mentre viaggiava in auto con Buscetta, Gerlando Alberti, Giuseppe Calderone, Gaetano Badalamenti e Gaetano Fidanzati, ma né lui né Buscetta furono riconosciuti perché esibirono i passaporti falsi. Gli inquirenti dell'epoca ritennero che questi incontri fossero finalizzati a riorganizzare il traffico di stupefacenti ma diversi anni dopo Buscetta spiegò che in realtà si discusse sulla ricostruzione della "Commissione" e se coinvolgere o meno i mafiosi siciliani nel Golpe Borghese in preparazione in quei mesi.
Nel 1971 i due cugini "Cicchiteddu" e «l'Ingegnere» suscitarono l'attenzione della Commissione parlamentare antimafia della V Legislatura presieduta dal deputato Francesco Cattanei che stilò un loro profilo biografico indicandoli come boss incontrastati della "nuova mafia" dedita al contrabbando internazionale di droga e sigarette.
Nel gennaio 1978, nonostante fosse latitante da diversi anni, "Cicchiteddu" tornò nuovamente in Sicilia dal Venezuela per incontrare i boss Gaetano Badalamenti, Giuseppe Di Cristina e Giuseppe Calderone per discutere sull'eliminazione di Francesco Madonia, capo della cosca di Vallelunga Pratameno (provincia di Caltanissetta), il quale era strettamente legato a Totò Riina; come raccontato da Tommaso Buscetta e Antonino Calderone, "Cicchiteddu" però consigliò di rimandare ogni decisione a data successiva ma, ripartito per Caracas, vi morì prematuramente per cirrosi epatica, il 7 marzo 1978. Secondo lo storico Salvatore Lupo, la morte presunta di "Cicchiteddu" non hai mai trovato conferma.

## La famiglia
Fedelissimi di "Cicchiteddu" furono i suoi cugini di primo grado: l'omonimo Salvatore Greco (classe 1924), detto «l'Ingegnere» o «Totò il Lungo», e il fratello Nicola, detto «Nicolazzo», entrambi appartenenti alla "famiglia" mafiosa di Ciaculli. La loro sorella Girolama sposò Antonio Salamone, capo della famiglia mafiosa di San Giuseppe Jato. Un altro cugino di primo grado di "Cicchiteddu", Michele Greco, appartenente al ramo di Croceverde della famiglia Greco, divenne nel 1978 il capo della "Commissione" al pari del cugino e si schierò dalla parte dei Corleonesi di Totò Riina mentre "Cicchiteddu", «l'Ingegnere» e «Nicolazzo» rimasero dalla parte della mafia "tradizionale" rappresentata dai boss mafiosi Stefano Bontate, Giuseppe Calderone e Giuseppe Di Cristina. 
A differenza di "Cicchiteddu", «l'Ingegnere» aveva diversi precedenti penali: nel 1952 fu arrestato perché coinvolto nell'invio al boss italo-americano Frank Coppola di un baule carico di eroina in partenza da Alcamo. Secondo le indagini del Bureau of Narcotics statunitense, «l'Ingegnere» possedeva la principale flotta contrabbandiera del Mediterraneo e, dopo la strage di Ciaculli, si rese anche lui irreperibile e fu segnalata la sua presenza a Marsiglia, Tangeri, Gibilterra, Malta, Milano e Genova, tutti nodi cruciali nel circuito dei traffici internazionali di sigarette e droga, ma si persero le sue tracce perché probabilmente trovò rifugio in Venezuela e in Brasile insieme al cugino "Cicchiteddu", al fratello Nicolazzo, al cognato Antonio Salamone e ai Cuntrera-Caruana di Siculiana, che diedero il via alla penetrazione di Cosa nostra nel continente sudamericano. Secondo Antonino Calderone, «Nicolazzo» Greco sarebbe tornato nel 1975 per caldeggiare la nomina del cugino Michele Greco a capo della "Commissione" e poi, secondo Francesco Di Carlo, partecipò al complotto del boss Stefano Bontate per assassinare Totò Riina. Secondo la testimonianza di Buscetta, «l'Ingegnere» troncò ogni contatto con Cosa nostra dopo la sua fuga in Sud America nel 1963 e da allora non ne seppe più nulla. Calderone invece affermò che nel 1981 anche «l'Ingegnere» sarebbe tornato in Sicilia per chiedere spiegazioni sull'omicidio di Stefano Bontate da parte dei Corleonesi di Riina. «Nicolazzo» tornò nuovamente per guidare la riscossa dei "perdenti" (i cosiddetti "scappati") contro i Corleonesi durante la seconda guerra di mafia ed, insieme a Gaetano Grado, avrebbe attentato alla vita di Pino Greco "Scarpuzzedda" nel Natale 1982.
Nonostante se ne fossero perse le tracce da anni, nel 1984 «l'Ingegnere» venne accusato di essere uno dei mandanti della terribile strage in cui persero la vita il giudice Rocco Chinnici e i carabinieri di scorta ma fu assolto da ogni accusa.
Secondo il boss mafioso Giuseppe Guttadauro – intercettato dalla polizia durante una conversazione – «l'Ingegnere» e «Nicolazzo» sarebbero stati ancora vivi nel 2001.